# Eerste klasse 2001-02 (voetbal België)
Het seizoen 2001/02 van de Belgische Jupiler League ging van start op 11 augustus 2001 en eindigde op 5 mei 2002. Racing Genk werd voor een tweede maal landskampioen.
Het einde van het seizoen werd geplaagd door licentieperikelen. Uiteindelijk haalden twee clubs geen licentie, en zouden uit Eerste Klasse moeten verdwijnen, namelijk RWDM dat 10e was geworden en Eendracht Aalst dat 17de was geworden. Aalst zou naar derde degraderen, RWDM zou verdwijnen. 

## Gepromoveerde teams
Deze teams waren gepromoveerd uit de Tweede Klasse voor de start van het seizoen:
- Lommel SK (kampioen in Tweede)
- RWD Molenbeek (eindrondewinnaar)

## Degraderende teams
Deze teams degradeerden op het eind van het seizoen:
- Eendracht Aalst (geen licentie)
- RWD Molenbeek (geen licentie)

Normaal degraderen de twee laatste clubs uit de eindrangschikking naar Tweede Klasse. Zowel RWDM als Eendracht Aalst kenden echter problemen, werden een licentie geweigerd en werden gedwongen te degraderen naar Derde Klasse op het eind van het seizoen.

## Titelstrijd
Zoals vaak ging de strijd om de topplaatsen tussen de rivalen RSC Anderlecht en Club Brugge.
Dit seizoen mengde Genk zich ook in deze strijd en deze club zou uiteindelijk de landstitel winnen met 2 punten voorsprong op Club Brugge en 6 op Anderlecht.

## Degradatiestrijd
In de degradatiestrijd leek het lot voor Eendracht Aalst en vooral KSK Beveren beslecht, beide clubs hadden grote achterstand op de andere teams. Door de licentieproblemen zouden echter RWDM en Eendracht Aalst uit Eerste Klasse moeten degraderen. In 2002 betekende het verdwijnen van clubs uit de reeks, door het niet verkrijgen van een licentie, echter niet dat het totaal aantal clubs in de Eerste Klasse mocht verkleinen. Beveren, dat laatste was geworden met 14 punten uit slechts 2 zeges, 8 gelijke spelen en 24 nederlagen (doelsaldo -61) in een heel seizoen, zou op die manier het behoud kunnen verzekeren.

## Personen en sponsors
| #  | Club                | Plaats              | Stadion                      | Capac. | Trainer             | Vorige trainers seizoen 2001/02   | Aanvoerder              | Hoofdsponsor   |
| -- | ------------------- | ------------------- | ---------------------------- | ------ | ------------------- | --------------------------------- | ----------------------- | -------------- |
| 1  | Eendracht Aalst     | Aalst               | Pierre Cornelisstadion       | 10.000 | Wim Couck           | Manu Ferrera, Luc Limpens         | Georges Arts            | Trinterio      |
| 2  | Antwerp FC          | Antwerpen           | Bosuilstadion                | 16.649 | Henk Houwaart       | Wim De Coninck                    | Stefan Leleu            | Palm           |
| 3  | KAA Gent            | Gent                | Jules Ottenstadion           | 18.215 | Herman Vermeulen    | Patrick Remy                      | Jacky Peeters           | VDK Spaarbank  |
| 4  | RSC Anderlecht      | Anderlecht          | Constant Vanden Stockstadion | 28.063 | Aimé Antheunis      |                                   | Glen De Boeck           | Fortis         |
| 5  | KSK Beveren         | Beveren             | Freethiel                    | 13.290 | Thierry Pister      | Jean-Marc Guillou, Régis Laguesse | Gunther De Meyer        | Rigi Bedding   |
| 6  | Excelsior Moeskroen | Moeskroen           | Le Canonnier                 | 9.000  | Hugo Broos          |                                   | Francky Vandendriessche | La Poste       |
| 7  | Club Brugge         | Brugge              | Jan Breydelstadion           | 29.975 | Trond Sollied       |                                   | Gert Verheyen           | Dexia          |
| 8  | Germinal Beerschot  | Antwerpen           | Olympisch Stadion            | 10.030 | Franky Van der Elst |                                   | Marc Degryse            | De Post        |
| 9  | RWDM                | Sint-Jans-Molenbeek | Edmond Machtensstadion       | 15.266 | Emilio Ferrera      | Patrick Thairet                   | Laurent Fassotte        | Daoust Interim |
| 10 | Lommel SK           | Lommel              | Gemeentelijk Sportcentrum    | 13.500 | Harm van Veldhoven  |                                   | Daniël Nassen           | —              |
| 11 | RAA Louviéroise     | La Louvière         | Stade Communal du Tivoli     | 13.500 | Ariël Jacobs        | Daniel Leclercq                   | Thierry Siquet          | CPH Banque     |
| 12 | Lierse SK           | Lier                | Herman Vanderpoortenstadion  | 14.538 | Regi Van Acker      |                                   | Karel Snoeckx           | Krefima        |
| 13 | KSC Lokeren         | Lokeren             | Daknamstadion                | 9.560  | Paul Put            |                                   | Arnar Viðarsson         | Deschacht      |
| 14 | Racing Genk         | Genk                | Fenixstadion                 | 21.000 | Sef Vergoossen      |                                   | Josip Skoko             | Ford Nitto     |
| 15 | Sint-Truidense VV   | Sint-Truiden        | Staaien                      | 14.785 | Jacky Mathijssen    |                                   | Peter Voets             | TVLokaal.com   |
| 16 | Sporting Charleroi  | Charleroi           | Mambourg                     | 18.593 | Enzo Scifo          |                                   | Frank Defays            | Sunland plus   |
| 17 | Standard de Liège   | Luik                | Stade Maurice Dufrasne       | 30.023 | Michel Preud'homme  |                                   | Didier Ernst            | Randstad       |
| 18 | KVC Westerlo        | Westerlo            | 't Kuipje                    | 7.700  | Jan Ceulemans       |                                   | Frank Machiels          | Veralu         |

## Eindstand
|         |    |                      | P  | W  | G  | V  | +  | -  | DS  | Ptn |
| ------- | -- | -------------------- | -- | -- | -- | -- | -- | -- | --- | --- |
| K (CL)  | 1  | Genk                 | 34 | 20 | 12 | 2  | 85 | 43 | +42 | 72  |
| (CL)    | 2  | Club Brugge          | 34 | 22 | 4  | 8  | 74 | 41 | +33 | 70  |
| (UEFA)  | 3  | Anderlecht           | 34 | 18 | 12 | 4  | 71 | 37 | +34 | 66  |
|         | 4  | KAA Gent             | 34 | 16 | 10 | 8  | 62 | 51 | +11 | 58  |
|         | 5  | Standard Luik        | 34 | 15 | 12 | 7  | 57 | 38 | +19 | 57  |
| (beker) | 6  | Excelsior Moeskroen  | 34 | 17 | 5  | 12 | 68 | 40 | +28 | 56  |
|         | 7  | Sporting Lokeren SNW | 34 | 15 | 10 | 9  | 43 | 33 | +10 | 55  |
|         | 8  | Sint-Truiden         | 34 | 16 | 5  | 13 | 52 | 47 | +5  | 53  |
|         | 9  | Germinal Beerschot   | 34 | 11 | 16 | 7  | 68 | 51 | +17 | 49  |
| D       | 10 | RWDM                 | 34 | 13 | 5  | 16 | 50 | 59 | −9  | 44  |
|         | 11 | La Louvière          | 34 | 12 | 8  | 14 | 41 | 52 | −11 | 44  |
|         | 12 | Charleroi            | 34 | 11 | 6  | 17 | 40 | 63 | −23 | 39  |
|         | 13 | Lommel               | 34 | 10 | 9  | 15 | 54 | 66 | −12 | 39  |
|         | 14 | Westerlo             | 34 | 9  | 9  | 16 | 49 | 61 | −12 | 36  |
|         | 15 | Lierse               | 34 | 9  | 8  | 17 | 45 | 55 | −10 | 35  |
|         | 16 | Antwerp              | 34 | 7  | 10 | 17 | 47 | 67 | −20 | 31  |
| D       | 17 | Eendracht Aalst      | 34 | 4  | 9  | 21 | 32 | 73 | −41 | 21  |
|         | 18 | Beveren              | 34 | 2  | 8  | 24 | 30 | 91 | −61 | 14  |

P: wedstrijden gespeeld, W: wedstrijden gewonnen, G: gelijke spelen, V: wedstrijden verloren, +: gescoorde doelpunten, -: doelpunten tegen, DS: doelsaldo, Ptn: totaal punten
K: kampioen, D: degradeert, (beker): bekerwinnaar, (CL): geplaatst voor Champions League, (UEFA): geplaatst voor UEFA-beker

## Topscorers
| Scorer                | Goals | Team                | Land         |
| --------------------- | ----- | ------------------- | ------------ |
| Wesley Sonck          | 30    | KRC Genk            | België       |
| Paul Kpaka            | 25    | Germinal Beerschot  | Sierra Leone |
| Moumouni Dagano       | 21    | KRC Genk            | Burkina Faso |
| Rune Lange            | 20    | Club Brugge         | Noorwegen    |
| Alexandros Kaklamanos | 17    | KAA Gent            | Griekenland  |
| Patrick Goots         | 16    | Antwerp FC          | België       |
| Andrés Mendoza        | 15    | Club Brugge         | Peru         |
| Marcin Żewłakow       | 15    | Excelsior Moeskroen | Polen        |

## Individuele prijzen
- Gouden Schoen:  Wesley Sonck (KRC Genk)

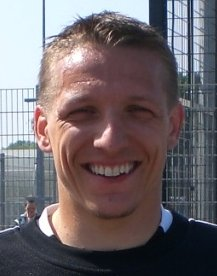
Wesley Sonck veroverde in 2001/02 de landstitel, de Gouden Schoen, de titel van topschutter en de trofee voor Profvoetballer van het Jaar.

- Profvoetballer van het Jaar:  Wesley Sonck (KRC Genk)
- Trainer van het Jaar:  Sef Vergoossen (KRC Genk)
- Keeper van het Jaar:  Francky Vandendriessche (Moeskroen)
- Scheidsrechter van het Jaar:  Frank De Bleeckere
- Ebbenhouten Schoen:  Moumouni Dagano (KRC Genk)
- Jonge Profvoetballer van het Jaar:  Koen Daerden (KRC Genk)

1895/96 · 1896/97 · 1897/98 · 1898/99 · 1899/00 · 1900/01 · 1901/02 · 1902/03 · 1903/04 · 1904/05 · 1905/06 · 1906/07 · 1907/08 · 1908/09 · 1909/10 · 1910/11 · 1911/12 · 1912/13 · 1913/14 · 1914/15 · 1915/16 · 1916/17 · 1917/18 · 1918/19 · 
1919/20 · 1920/21 · 1921/22 · 1922/23 · 1923/24 · 1924/25 · 1925/26 · 1926/27 · 1927/28 · 1928/29 · 1929/30 · 1930/31 · 1931/32 · 1932/33 · 1933/34 · 1934/35 · 1935/36 · 1936/37 · 1937/38 · 1938/39 · 1939/40 · 1940/41 · 1941/42 · 1942/43 · 1943/44 · 1944/45 · 1945/46 · 1946/47 · 1947/48 · 1948/49 · 1949/50 · 1950/51 · 1951/52 · 1952/53 · 1953/54 · 1954/55 · 1955/56 · 1956/57 · 1957/58 · 1958/59 · 1959/60 · 1960/61 · 1961/62 · 1962/63 · 1963/64 · 1964/65 · 1965/66 · 1966/67 · 1967/68 · 1968/69 · 1969/70 · 1970/71 · 1971/72 · 1972/73 · 1973/74 · 1974/75 · 1975/76 · 1976/77 · 1977/78 · 1978/79 · 1979/80 · 1980/81 · 1981/82 · 1982/83 · 1983/84 · 1984/85 · 1985/86 · 1986/87 · 1987/88 · 1988/89 · 1989/90 · 1990/91 · 1991/92 · 1992/93 · 1993/94 · 1994/95 · 1995/96 · 1996/97 · 1997/98 · 1998/99 · 1999/00 · 2000/01 · 2001/02 · 2002/03 · 2003/04 · 2004/05 · 2005/06 · 2006/07 · 2007/08 · 2008/09 · 2009/10 · 2010/11 · 2011/12 · 2012/13 · 2013/14 · 2014/15 · 2015/16 · 2016/17 · 2017/18 · 2018/19 · 2019/20 · 2020/21· 2021/22 · 2022/23 · 2023/24 · 2024/25 · 2025/26